# Razkrižje
Razkrižje (Ráckanizsa en hongrois) est une commune située dans la région du Prekmurje au nord-est de la Slovénie.

## Géographie
La commune est située au nord-est de la Slovénie dans la région du Prekmurje non loin de la Hongrie. Elle appartient à l'ensemble géographique de la plaine de Pannonie.

### Villages
La commune se compose des localités de Gibina, Kopriva, Razkrižje, Šafarsko, Šprinc et Veščica.

## Démographie
Entre 1999 et 2021, la population de la commune est restée stable avec une population supérieure à 1 000 habitants,.
Évolution démographique
| 1999  | 2000  | 2001  | 2002  | 2003  | 2004  | 2005  | 2006  | 2007  |
| ----- | ----- | ----- | ----- | ----- | ----- | ----- | ----- | ----- |
| 1 350 | 1 337 | 1 349 | 1 336 | 1 335 | 1 352 | 1 357 | 1 362 | 1 353 |
| 2008  | 2009  | 2010  | 2011  | 2012  | 2013  | 2014  | 2015  | 2016  |
| 1 363 | 1 344 | 1 344 | 1 353 | 1 342 | 1 335 | 1 296 | 1 287 | 1 278 |
| 2017  | 2018  | 2019  | 2020  | 2021  |       |       |       |       |
| 1 289 | 1 268 | 1 265 | 1 277 | 1 265 |       |       |       |       |